# Return to the Blue Lagoon
Return to the Blue Lagoon (conocida como El regreso de la laguna azul en Hispanoamérica y El regreso del lago azul en España), es una película estadounidense estrenada en 1991, en la cual se entremezclan elementos del drama, el romance y la aventura. 
El film está protagonizado por Milla Jovovich y Brian Krause. El guion de Leslie Stevens está basado en la novela The Garden of God de Henry De Vere Stacpoole. El tema de cierre de la película, “A World of Our Own”, fue realizado por el grupo Surface con Bernard Jackson. La música fue escrita por Barry Mann, y las letras fueron escritas por Cynthia Weil. La película se comercializó como «Regreso al romance, Regreso a la aventura...» haciendo referencia a la película El lago azul (1980), de la cual es una continuación.
La película trata la historia de un niño y una niña que a su corta edad fueron dejados en una isla paradisíaca en el Océano Pacífico. Su vida juntos es dichosa y valiosa, a pesar de experimentar diversos cambios físicos y emocionales, y a medida que crecen hasta alcanzar la madurez y enamorarse.

## Trama
La película se ubica en tiempo de la época victoriana, en 1897. La escena inicial enlaza los eventos de la escena final de la primera película, en donde se muestra un barco que encuentra a Emmeline, a Richard y a su hijo de 2 años, Paddy dormidos. El buque del Sr. Arthur (quien era padre de Richard) los encuentra, y los recoge. El Sr. Arthur pregunta si están muertos, a lo que el capataz de la embarcación responde: «No señor, están dormidos». Posteriormente, se entiende que el hombre y la mujer estaban muertos pero su hijo había sobrevivido.
La Señora Sarah Hargrave, una viuda y madre de una niña pequeña llamada Lilli, se hace cargo del bebé y luego arrojan los cuerpos de Emmeline y Richard por la borda. Posteriormente, surge una epidemia de cólera en la embarcación, por lo que la señora Hargrave y los dos niños son sacados de la nave, acompañados de un marinero. Después de varios días a la deriva, el marinero intenta matar a los niños para ahorrar comida y agua, pero Sarah lo golpea con un remo y vuelca su cuerpo inconsciente por la borda. Días más tarde, Sarah y los niños llegan a una paradisíaca isla en el Pacífico Sur. 
Al llegar, Sarah encuentra comida y el lugar donde los padres de Paddy (a quien ella llama Richard) habían vivido. Paddy, al recordar el lugar, corre adentro de la casa llamando a su madre Emmeline, pero cuando se da cuenta de que ya no está, se entristece. La mujer los cría instruyéndoles modales y educación civilizada, y les inculca a los niños valores y elementos propios de la fé cristiana, como la oración, el Padre Nuestro y un himno llamado «Love Divine, All loves Excelling» (Amor divino, amor excelso) de Charles Wesley, además les menciona que su esposo había sido misionero. Al darse cuenta de que había otros habitantes que hacían ritos en luna llena, Sarah les prohíbe ir al otro lado de la isla. También les habla de «los hechos de la vida», refiriéndose a los cambios que experimentarán en la adolescencia, y que pasará con sus cuerpos cuando crezcan.
6 años después, cuando Richard y Lilli llegan a la edad de 8 años, Sarah se enferma de una fiebre que se agrava hasta llegar a una neumonía. Antes de morir, ella se despide de los niños y les da instrucciones de cómo enterrarla y preparar su tumba, la cual es colocada en un promontorio con vista al mar de arrecifes. Al pasar los años, Lilli y Richard sobreviven debido a la abundancia de comida en la isla y la pesca.
6 años más tarde, tanto Richard Lestrange como Lilli Hargrave crecen, tanto en estatura como en madurez física, convirtiéndose en adolescentes. En un juego de caza de huevos de Pascua, Richard pierde y busca una perla para Lilli en las inmediaciones del mar, como recompensa. Ellos pasan sus días en la casa de la playa, practicando la pesca, nadando en el mar y explorando la isla. En cuanto sus cuerpos crecen y se desarrollan, empiezan a sentir atracción física mutua. 
Mientras Richard adquiere musculatura, Lilli despierta por la mañana experimentando su primera menstruación, que Sarah le había descrito como lo que sucede cuando una niña se convierte en mujer. Al día siguiente Richard despierta con una erección teniendo un estado de ánimo terrible. Después de que discuten y mencionan su privacidad, Richard decide ir a la parte prohibida de la isla y descubre que el origen de los ritos en las noches de luna llena se debía a un grupo de nativos salvajes de la selva que realizaban en un santuario de Kon-Tiki. Allí, Richard se cubre a sí mismo con el barro y se esconde en el estiércol para no ser descubierto. Mientras Lilli se preocupa por su ausencia, Richard sigue espiando el ritual y se encuentra de frente con un nativo, pero logra salir ileso. 
Después de su escape, Richard encuentra a Lilli y ella le confiesa que estaba preocupada de que nunca regresara, a la vez que se prometen mutuamente no volver a discutir. Enseguida se confiesan abiertamente su amor, y realizan un intercambio formal de votos y anillos al estilo de una boda en la playa. A partir de entonces, se refuerzan sus vínculos y los sentimientos que sienten el uno por el otro. El amor y la pasión que tienen, los llevan a tener sus primeras relaciones sexuales y a vivir completamente enamorados explorando diversos lugares de la isla, nadando en el mar, trabajando juntos, jugando en la arena, al pie de cascadas y ríos de toda la isla.
Poco después, los jóvenes avistan un barco que se dirige a la isla. En la embarcación, se encontraban el capitán Jacob Hilliard, su pretenciosa hija Sylvia, y sus insubordinados marineros. Al llegar a la isla, los jóvenes llegan a recibir a los procedentes del barco, y les dicen que están listos para ser llevados a la civilización. Al descender del barco, el capitán presenta a su hija Sylvia y todos los marineros del barco quedan sorprendidos por varios aspectos de su estilo de vida, como la comida que preparan, y se maravillan de que Lilli y Richard sepan cocinar, pescar, contar las fechas del calendario, de que tengan utensilios de comida, y celebren días festivos como la Navidad, el Día de Acción de Gracias y la Pascua aunque ellos les dicen que no saben sus fechas correctas. El capitán admite estar sorprendido de que vivieran así en un lugar «olvidado de la mano de Dios», a lo que Lilli responde: «Dios no lo ha olvidado, no lo ha olvidado para nada». 
De otro lado, la hija del capitán le muestra a Lilli sus bienes materiales de forma presuntuosa, y continuamente menciona aspectos de la vida de ellos, de forma despectiva, además de que empieza a pasar más tiempo con Richard haciéndole insinuaciones sexuales de forma continua, despertando los celos de Lilli y, en un momento en el que se baña desnuda al pie de una cascada, un marinero llamado Quinlan trata de abusar de ella mientras trata de escapar. Por su parte, Richard se arrepiente de estar con la hija del capitán al no ceder ante sus insinuaciones, diciendo que Lilli era su verdadero amor, por lo que se dirige inmediatamente a la casa, donde Quinlan había irrumpido buscando la perla de Lilli. Cuando Richard logra llegar a la casa, el marinero le dispara a él y ellos comienzan a pelear, hasta que los demás marineros llegan a ayudarlos. En medio de la pelea, Richard logra huir a la playa mientras Quinlan lo persigue disparándole con su rifle, hasta que llegan a una zona de tiburones en el mar de arrecifes, en la que Quinlan muere devorado por un tiburón. 
Al regresar, Richard habla con Lilli diciéndole que el barco saldría a la mañana siguiente, a lo que Lilli le dice que si él quiere, que se vaya, pero que "ellos" no irían. Entonces ella le cuenta a él que «hay un bebé que crece dentro de mí», a lo cual Richard responde con gran emoción. Lilli le recuerda el canto del «Amor excelso» y le dice:
«No quiero que mi bebé nazca en la civilización, yo quiero que nazca aquí, donde no hay odio, ni maldad, ni rencor».
Enseguida, Richard le da la razón a Lilli y le dice que se quedarían los tres en la isla. Luego se muestra al barco saliendo de la playa y a los dos jóvenes amantes en la isla. Tiempo después, tuvieron a su hija, a la que llaman Sarah en memoria de la mujer que los crio en sus primeros años de vida.

## Reparto
| Actor                  | Papel                                   |
| ---------------------- | --------------------------------------- |
| Milla Jovovich         | Lilli Hargrave                          |
| Brian Krause           | Paddy Lestrange / Richard Lestrange Jr. |
| Lisa Pelikan           | Sarah Hargrave                          |
| Courtney Barilla       | Lilli (joven)                           |
| Garette Ratliff Henson | Richard (joven)                         |
| Emma James             | Lilli (bebé)                            |
| Jackson Barton         | Richard (niño)                          |
| Nana Coburn            | Sylvia Hilliard                         |
| Brian Blain            | Capitán Jacob Hilliard                  |
| Peter Hehir            | Quinlan                                 |
| Alexander Peterson     | Giddens                                 |
| John Mann              | Capitán                                 |
| Wayne Pygram           | Kearney                                 |
| John Dicks             | Penfield                                |
| Gus Mercurio           | Primer oficial                          |
| John Turnbill          | Dawes                                   |
| Todd Rippon            | Gullion                                 |
| John Keightley         | Lestrange                               |
| Pita Degei             | Jefe de la tribu                        |
| Mikaele Nasau          | Nativo Solitario                        |
| Annabel E. Graham      | Sarah (bebé)                            |

## Banda Sonora
| Return to the Blue Lagoon (Original Motion Picture Soundtrack) |                                                                               |          |  |
| N.º                                                            | Título                                                                        | Duración |  |
| 1.                                                             | «Legend and Main Titles (Leyenda y Títulos principales)»                      | 2:48     |  |
| 2.                                                             | «Dinghy Adrift (Bote a la deriva)»                                            | 1:52     |  |
| 3.                                                             | «Cholera Scare (Susto del cólera)»                                            | 1:29     |  |
| 4.                                                             | «Night Sailing (Navegación nocturna)»                                         | 0:47     |  |
| 5.                                                             | «Sarah Sails Alone (Sarah navega sola)»                                       | 5:00     |  |
| 6.                                                             | «Richard's Toy Boat (El bote de juguete de Richard)»                          | 1:00     |  |
| 7.                                                             | «After the Storm (Después de la tormenta)»                                    | 3:51     |  |
| 8.                                                             | «Sarah Reacts To Distant Drumming (Sarah reacciona a los tambores distantes)» | 1:25     |  |
| 9.                                                             | «Hog Play (Juego de cerdos)»                                                  | 0:50     |  |
| 10.                                                            | «Water Play (Juego en el agua)»                                               | 1:06     |  |
| 11.                                                            | «Shark on The Reef (Tiburón en el arrecife)»                                  | 2:53     |  |
| 12.                                                            | «The Children Pray (Los niños rezan)»                                         | 2:11     |  |
| 13.                                                            | «The Easter Egg Hunt (Alternate)»                                             | 1:06     |  |
| 14.                                                            | «Richard Dives For Pearl (Alternate)»                                         | 0:51     |  |
| 15.                                                            | «Richard Looks At Lilli (Richard mira a Lilli)»                               | 1:57     |  |
| 16.                                                            | «Richard Spies (Original)»                                                    | 1:04     |  |
| 17.                                                            | «Richard vs. Shark On Reef (Richard contra el Tiburón en el arrecife)»        | 0:43     |  |
| 18.                                                            | «I'll Move My Bed (Moveré mi cama)»                                           | 0:45     |  |
| 19.                                                            | «First Menstruation (Primera menstruación)»                                   | 0:22     |  |
| 20.                                                            | «Richard Enters Jungle (Revised)»                                             | 1:42     |  |
| 21.                                                            | «Love Montage (Montaje de amor)»                                              | 2:53     |  |
| 22.                                                            | «Ship To Shore (Barco a la costa)»                                            | 1:24     |  |
| 23.                                                            | «Water Cask Work Party (Fiesta de trabajo con barriles de agua)»              | 1:49     |  |
| 24.                                                            | «Lilli Is Jealous (Lilli está celosa)»                                        | 2:17     |  |
| 25.                                                            | «Evil Quinlan And Fight Sequence (Malvado Quinlan y Secuencia de pelea)»      | 5:20     |  |
| 26.                                                            | «Lilli Pregnant (Lilli embarazada)»                                           | 1:39     |  |
| 27.                                                            | «A World Of Our Own (Surface)»                                                | 4:47     |  |
| 28.                                                            | «THE EXTRAS - ALTERNATES AND ADDITIONAL CUES: The Easter Egg Hunt (Original)» | 1:04     |  |
| 29.                                                            | «Richard Dives For Pearl (Original)»                                          | 0:51     |  |
| 30.                                                            | «Richard Spies (Revised)»                                                     | 1:09     |  |
| 31.                                                            | «Richard vs. Shark On Reef (Alternate)»                                       | 0:41     |  |
| 32.                                                            | «8M1»                                                                         | 0:19     |  |
| 33.                                                            | «Richard Enters Jungle (Original)»                                            | 1:41     |  |
| 34.                                                            | «Beach Meeting (Reencuentro en la playa)»                                     | 0:29     |  |
| 35.                                                            | «Quinlan Spots Pearl (Original)»                                              | 0:12     |  |
| 36.                                                            | «Quinlan Spots Pearl (Alternate)»                                             | 0:14     |  |
| 37.                                                            | «THE EXTRAS - CANNIBAL DRUMMING SOURCE: Distant Cannibal Drumming»            | 0:56     |  |
| 38.                                                            | «Distant Drumming Continues (Los tambores distantes continúan)»               | 1:35     |  |
| 39.                                                            | «Distant Drumming Continues (Alternate)»                                      | 1:03     |  |
| 40.                                                            | «Distant Drumming Continues (Irregular)»                                      | 1:45     |  |
| 41.                                                            | «Out Of Rhythm Drums (Ritmo de Tambores afuera)»                              | 2:29     |  |
| 42.                                                            | «Distant Drumming (Tambores distantes)»                                       | 1:22     |  |
| 43.                                                            | «Distant Drumming (Alternate No. 1)»                                          | 1:11     |  |
| 44.                                                            | «Distant Drumming (Alternate No. 2)»                                          | 1:37     |  |
| 45.                                                            | «Cannibal Party Drums No. 1»                                                  | 0:54     |  |
| 46.                                                            | «Cannibal Party Drums No. 2»                                                  | 0:55     |  |